# أكيار (باسكورتوستان)
أكيار (بالروسية: Акъяр) هي مدينة في جمهورية باشكورتوستان في روسيا.